# Црква Светог Арханђела Михаила у Казанцима
Црква Светог Арханђела Михаила у Казанцима једна је од цркава у парохији Автовачкој у која је у саставу Епархије Епархије захумско-херцеговачке и приморске у Босни и Херцеговини и ентитету Република Српска.  

## Положај
Црква Светог Арханђела Михаила се налази у Доњим Казанцима, насељеном место на југоистоку ентитета Републике Српске, државе Босне и Херцеговине. Наиме Казанце чине га два дела - Горњи и Доњи Казанци. Горњи Казанци припадају Црној Гори, општини Никшић, а Доњи Казанци Републици Српској, општини Гацко, БиХ. У котлини између њих налази се засеок Паповина из којег потиче свима добро знан Осман-паши познатији у овом крају као „паша Казанац”, ктитор ове цркве.

## Степен заштите
Црква се, налази на Списку непокретних културних добара Републике Српске под бројем NKD315.

## Историјат
Највероватније је саграђена у 17. веку, на територији која се тада налазила под Турском влашћу. Цркву је подигао Осман-паша, рођен 1620. године, а према неким изворима 1627. године, у Казанцима као Јаков Паповић, од оца кнеза Павла Паповића, кога су када је имао 13. година Турци јањичари одвели у Истанбул, гдје је добио име Осман, као задужбину за душу своје мајке и посветио је Св. Арханђелу Михаилу, крсној слави породице Паповић.
Због изградње цркве Осман-паша је био изложен бројним клеветама и притисцима од стране Османлијске царевине. Да би се на неки нмачин искупио и оправдао у само једној години изградио је три џамије у Херцеговини.
Обнављана је неколико пута - први пут 1833. године: Те године на зиду цркве са десне стране врата приликом уласка уклесан је датум њене обнове.
Обнова цркве затим је врашена у три наврата: 1934, 1971. и 1991. године.
На гробљу, и црквеној порти сахрањени су заједно Срби,  четници, и партизани, а постоји и споменик једном карабинијеру.